# Иричук, Павел Васильевич
Павел Васильевич Иричук (укр. Павло Васильович Іричук; 1 февраля 1970, Черновцы, Украинская ССР, СССР) — советский и украинский футболист, нападающий, украинский тренер.

## Биография
Воспитанник черновицкого футбола. Играл на позиции нападающего.
Начал свою карьеру в 1989 году на любительском уровне в «Колосе» из Новоселицы, а затем в динамовской команде из Суворова.
В 1991 году перешёл в клуб «Кристалл» Чортков, в его составе в первом сезоне забил 24 гола в любительских соревнованиях. В 1992 году, в первом для Украины независимом чемпионате, выступал со своим клубом в первой лиге, где забил 6 голов и привлёк своей остроатакующей игрой селекционеров из команды высшей лиги Украины..
В 1992—1993 годах играл в черновицкой «Буковине», откуда перешёл в ивано-франковское «Прикарпатье», где стал одним из лидеров атаки, записав на свой счёт 26 голов в 68 матчах чемпионата Украины. В 1996 году Иричук начал играть в «Уралане» под руководством Павла Яковенко, но игра у нападающего не пошла. Яковенко заявил: «Иричук в своем прежнем клубе был человеком-голом, забивал с полумоментов, но в Элисте вдруг стал непохож на себя. Ему нужно время, чтобы разыграться, поэтому мы отдаем его в аренду. Пусть найдет себя».
Входил в число лучших снайперов чемпионата Украины в сезоне 1995/1996.
Иричук продолжил карьеру на Украине, где выступал за «Прикарпатье», днепропетровский «Днепр», Торпедо (Запорожье) и молдавский «Нистру». Наиболее успешно провёл этот период своей карьеры в составе запорожских «автозаводцев», сумев вновь проявить свои бомбардирские качества (17 голов в 27 матчах), что позволило ему войти в список лучших снайперов Первой лиги 1999 года.
Входит в топ-список лучших бомбардиров Первой лиги Украины.
Заканчивал карьеру в «Полиграфтехнике» из Александрии.
После завершения карьеры тренировал ряд профессиональных команд Украины и Молдавии. Павел Иричук по итогам сезона 2006—2007 годов вывел «Рапид» в Национальный дивизион молдавского чемпионата. Также тренировал команды «Борисфен» (Борисполь), а до него молдавский «Униспорт-Авто».

## Достижения
- Победитель первой лиги Украины 1993/94
- Бронзовый призёр первой лиги Украины (2): 1998/99, 2000/01